# 洗瓶
洗瓶（英語：Wash Bottle）常见于實驗室中，是一種常用於裝水及部分有机溶剂的容器，其外型為帶有噴嘴的擠瓶，在頂蓋上配有水管型出水口的裝置。洗瓶常用於溶液的定量轉移、沖洗實驗室各種玻璃仪器如試管或圓底燒瓶、或是抽滤等实验操作中。洗瓶中常見的是擠壓型，頂部會用螺旋蓋密封。當用手對瓶身施加壓力時，裡面的液體會因為增壓而從噴嘴中擠成一條狹窄的液體流噴出瓶外。

## 材質
大多數洗瓶由聚乙烯製成，聚乙烯是一種柔軟的耐溶劑性石油基塑料。洗瓶通常會包含一個內部汲取管，讓瓶身在直立時仍可使用。根據使用者進行工作的需求，可以依靠洗瓶來裝滿一系列常見的實驗室溶劑及試劑。這些溶液包括去離子水、清潔溶液或是沖洗溶劑等，如丙酮、異丙醇、乙醇等有機溶劑。另外在生物實驗室中，通常會準備次氯酸鈉溶液保存在洗瓶中備用，以便能隨時消毒不需要的培養物。

## 顏色標記
在洗瓶上的顏色標記有一套一致的規範，該標記主要用於識別洗瓶的內容物，同時也可避免使用者誤用溶劑。紅色的標記代表內容物為丙酮，白色可代表為乙醇、次氯酸鈉、或是蒸餾水，綠色代表甲醇，黃色代表異丙醇，藍色則僅代表蒸餾水。也有洗瓶會標示NFPA 704警示菱形符號，讓使用者能識別在使用該洗瓶時，能得知其內含物的健康危害性及化學特性，以及使用時建議配備的防護衣或設備。

## 安全性
洗瓶上有時也會有安全警告標籤，用於識別潛在的危險。在洗瓶蓋子上另有一個小的壓力釋放孔，當瓶內裝有高蒸汽壓試劑（例如乙醇或甲醇）的情況下，可以依靠該小孔釋放過量的蒸汽壓，同時可避免試劑在不使用時會透過噴嘴噴濺出瓶外。

### 優勢
洗瓶的使用有助於研究人員能量測及控制所用液體的精確量，避免浪費過量液體或使用量不足等。此外，不需要的雜質或顆粒不能穿透至洗瓶，避免瓶內的液體被汙染。另外在清潔時，使用洗瓶比使用燒杯或量筒更方便。

## 存放方式與種類
洗瓶通常以安全的方式存放在實驗工作臺上，以便能讓使用者輕鬆地找到，並且不會因擺放位置而干擾到正在進行的實驗工作；另外也可透過使用兩個具有相似尺寸的環型夾鉗連接到格狀桿架上，再將洗瓶放置在夾鉗上。
不同類型的洗瓶適用於裝盛不同類型的液體。例如，螺旋氣升式洗瓶（Spiral Gas-lift Wash Bottle）因可去除氣體，適用於存放具有溴化物和水兩相體系的混和溶液。此外，一個擁有簡單刻度的洗瓶有助於使用者能夠得知使用的液體量。Nalgene Teflon FEP 洗瓶在製作上使用了特殊類型的塑料，可以用來儲存一些如強溶劑或腐蝕性物質等溶液。

## 圖片集

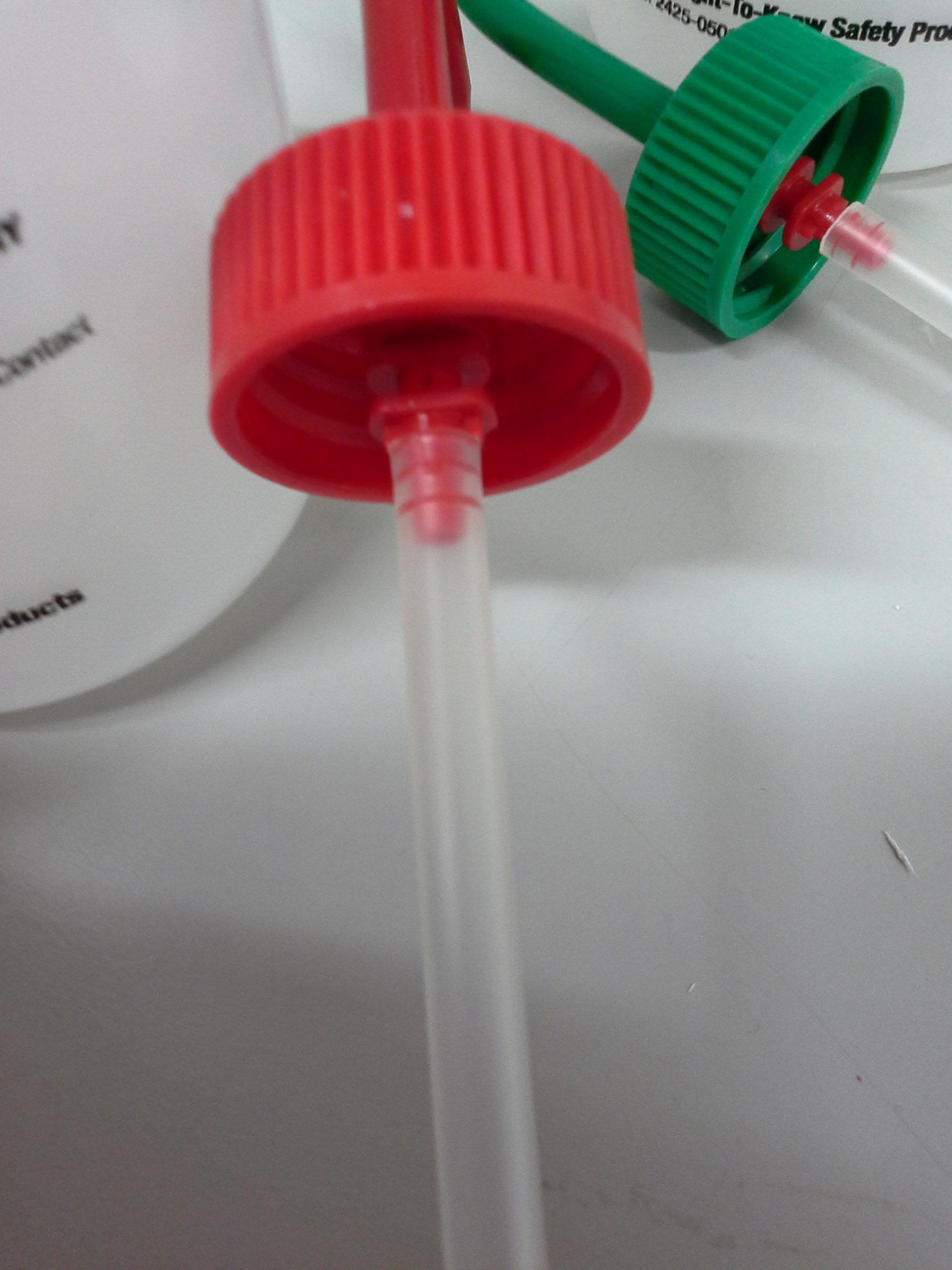
洗瓶密封蓋
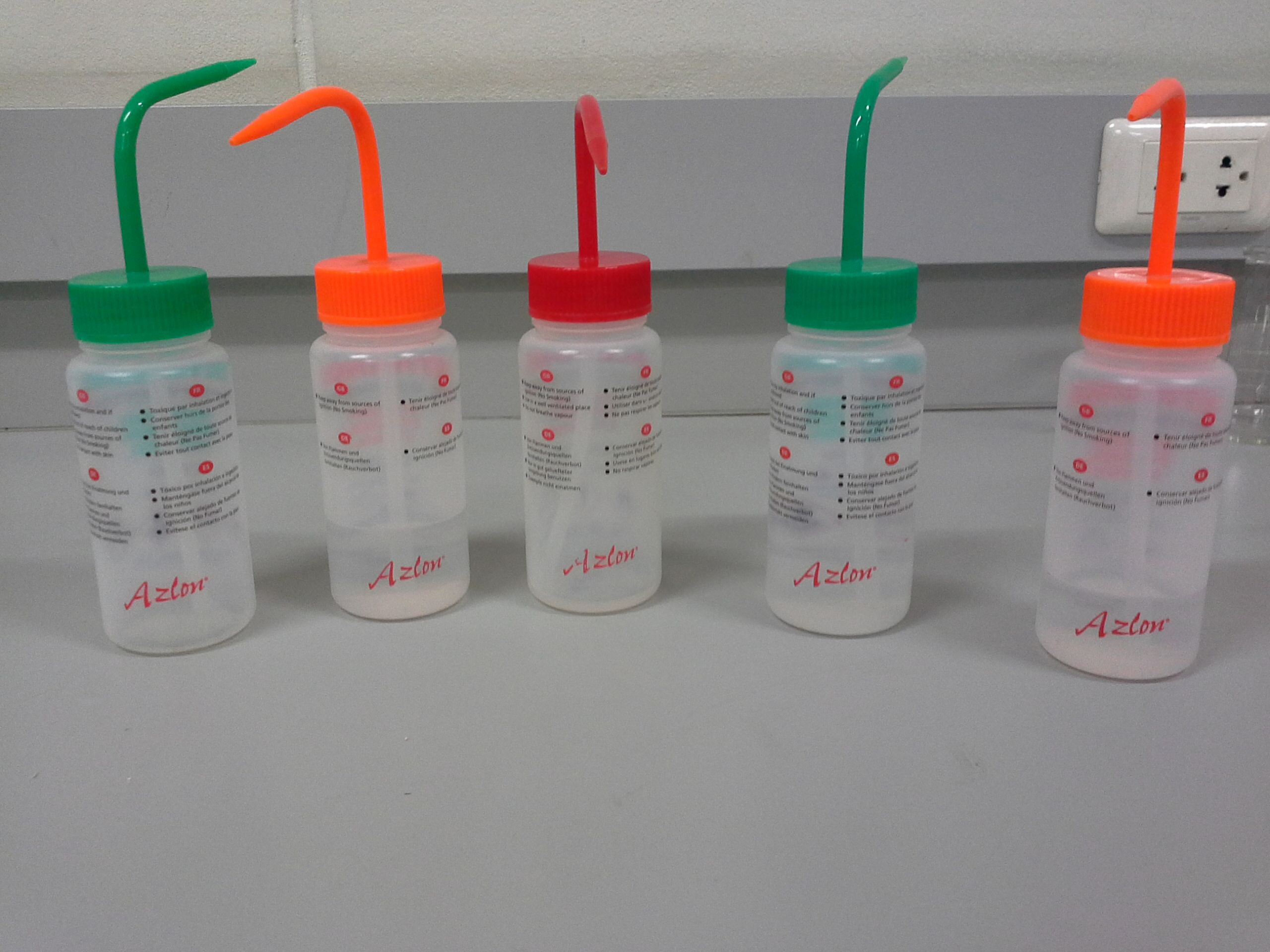
背面帶有標籤的洗瓶，用於標示瓶內物質的類型
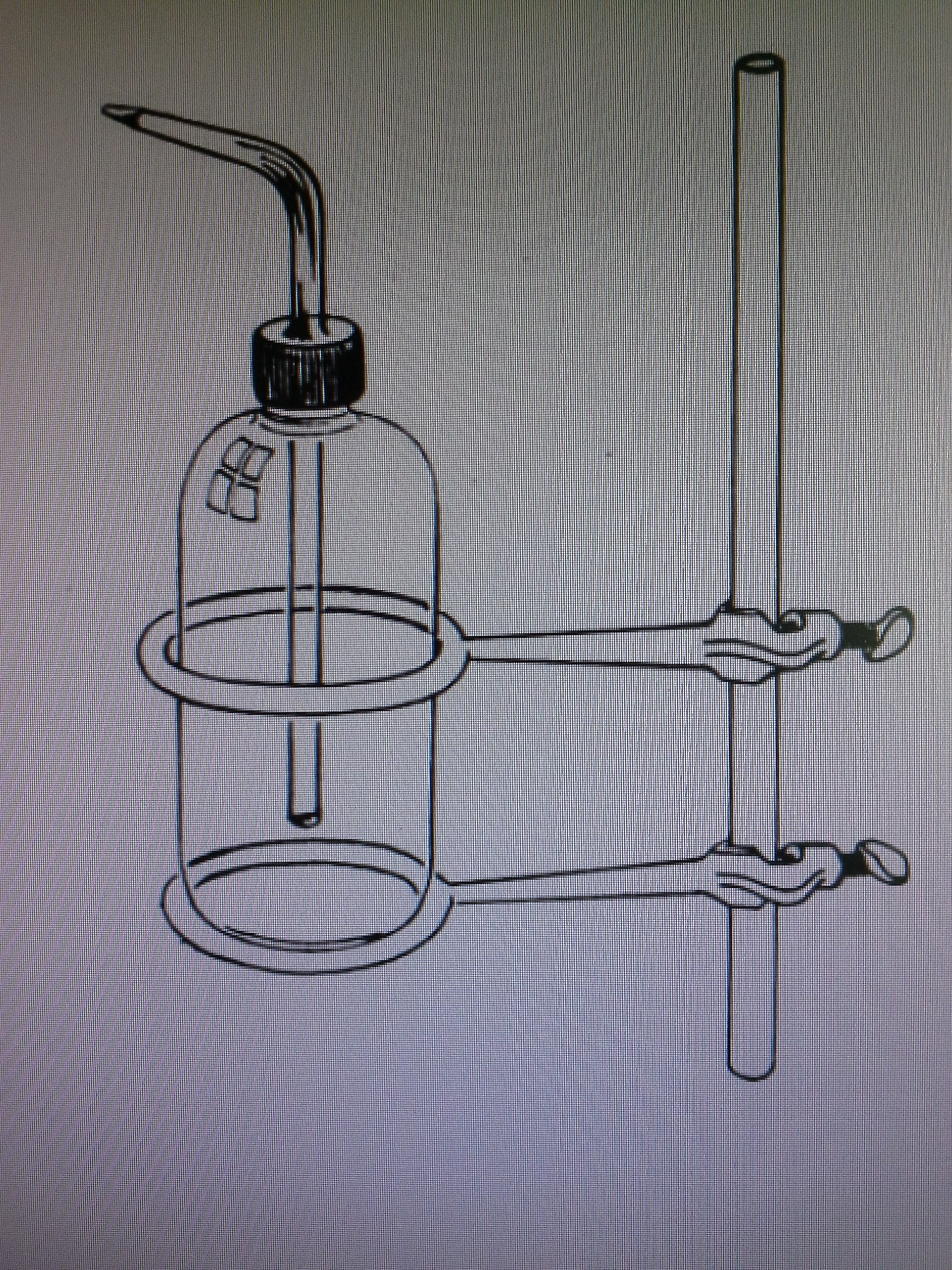
使用環型夾鉗存放洗瓶示意圖
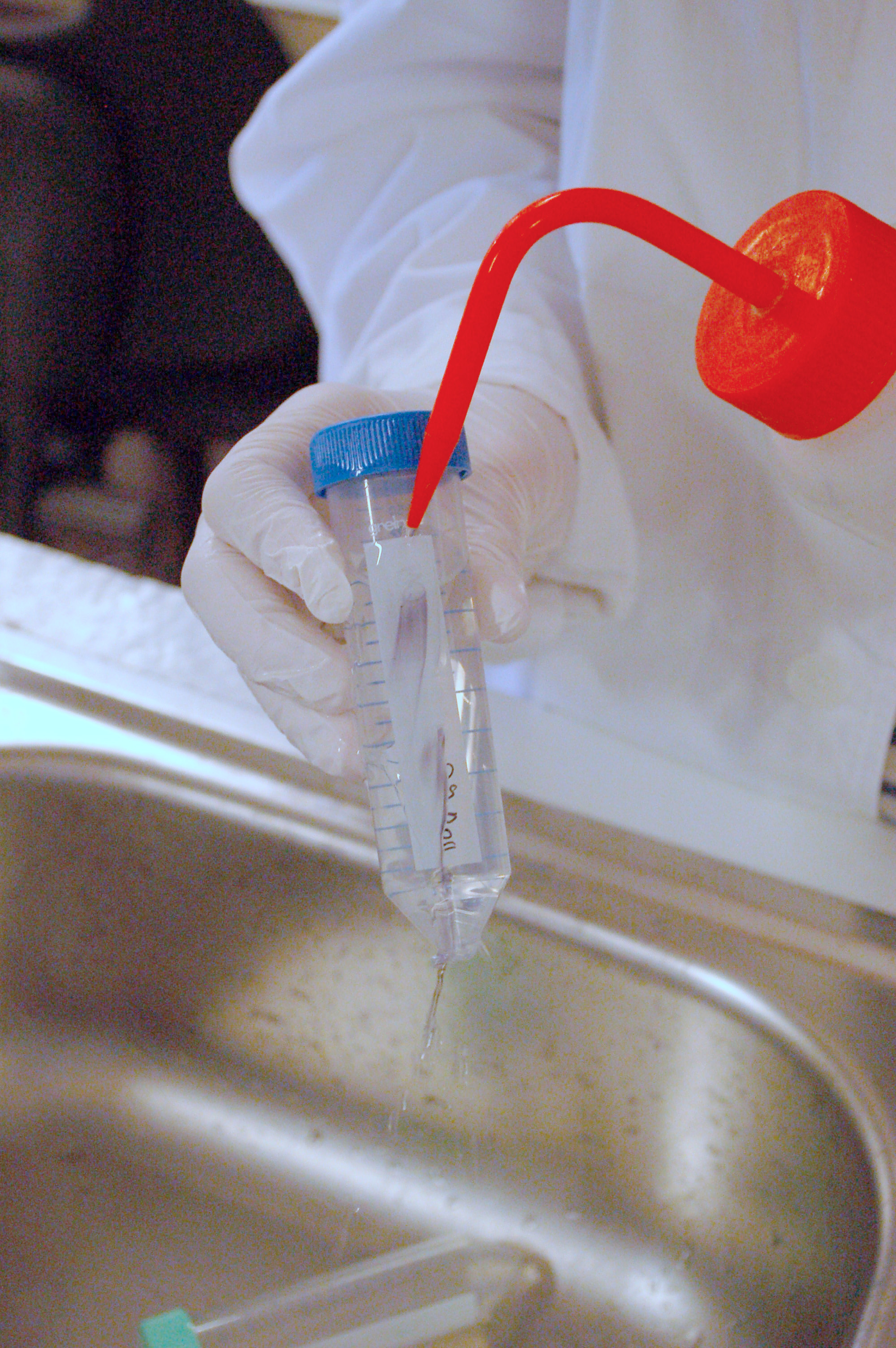
一名研究員正使用洗瓶清洗容器
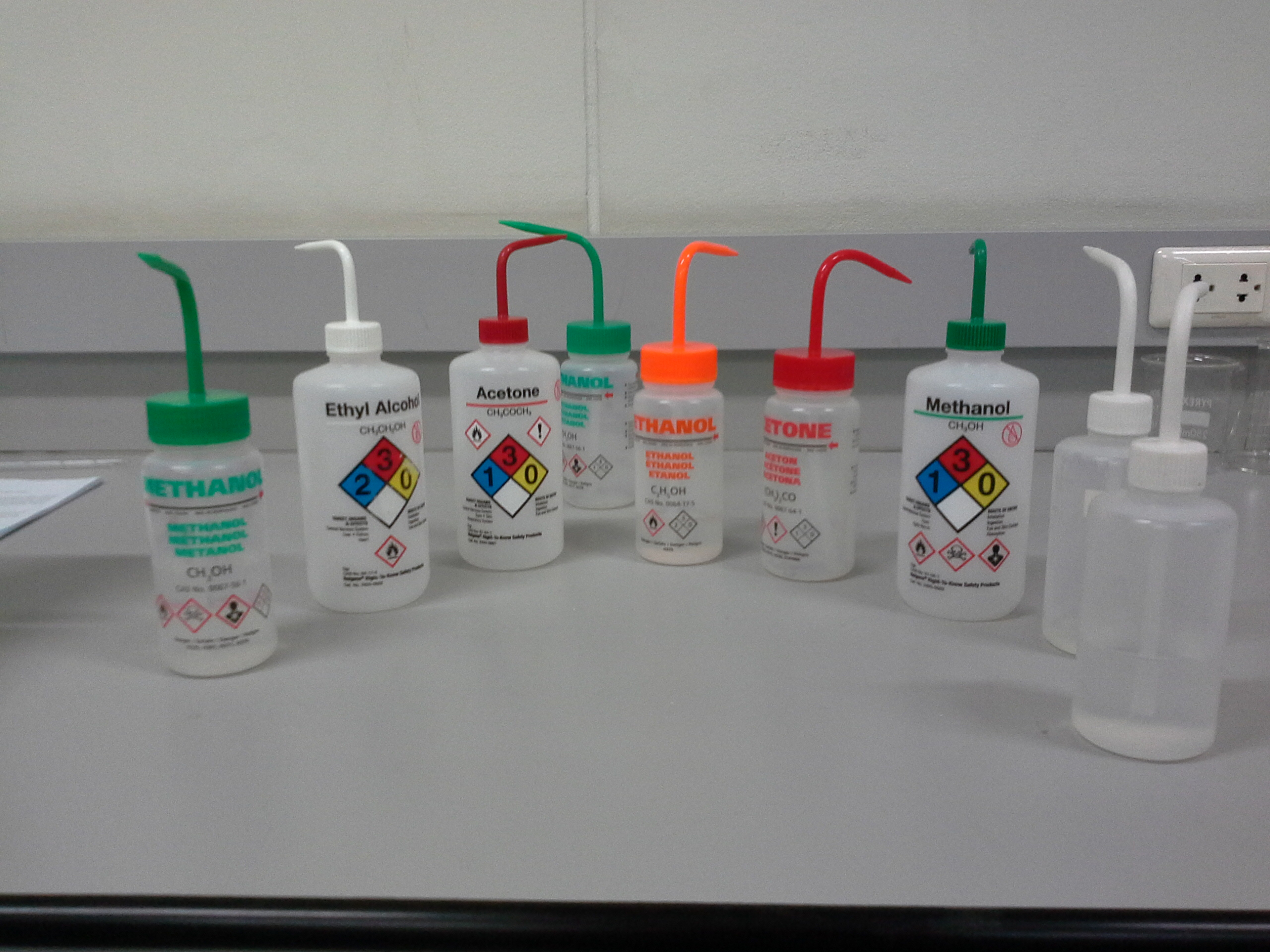
多種不同標示的洗瓶